# Elitserien i baseboll 1976
Elitserien i baseboll 1976 var den för 1976 års säsong högsta serien i baseboll i Sverige. Totalt deltog 7 lag i serien, där alla lag spelade mot varandra två gånger vilket gav totalt tolv omgångar. Efter detta gick de fyra främsta vidare till slutspel och de tre sämsta till nedflyttningsserien. Vinnaren av slutspelet blev svenska mästare och förloraren av nedflyttningsserien spelade ett nedflyttningsplayoff för att hålla sig kvar.

## Grundserien
| Nr | Lag             | Matcher | Vunna | Förlorade | Vinstprocent |
| -- | --------------- | ------- | ----- | --------- | ------------ |
| 1  | Bagarmossen     | 12      | 11    | 1         | 0.917        |
| 2  | Leksand         | 12      | 11    | 1         | 0.917        |
| 3  | Ljusdal Strikes | 12      | 7     | 5         | 0.583        |
| 4  | Skarpnäck       | 12      | 6     | 6         | 0.500        |
| 5  | Sundbyberg      | 12      | 4     | 8         | 0.333        |
| 6  | Ormkärr         | 12      | 3     | 9         | 0.250        |
| 7  | Broncos         | 12      | 0     | 12        | 0.000        |

## Slutspel

### Semifinal
| Nr | Lag         | Matcher | Vunna | Förlorade | Vinstprocent |
| -- | ----------- | ------- | ----- | --------- | ------------ |
| 1  | Bagarmossen | 3       | 3     | 0         | 1.000        |
| 2  | Skarpnäck   | 3       | 0     | 3         | 0.000        |

| Nr | Lag             | Matcher | Vunna | Förlorade | Vinstprocent |
| -- | --------------- | ------- | ----- | --------- | ------------ |
| 1  | Ljusdal Strikes | 5       | 3     | 2         | 0.600        |
| 2  | Leksand         | 5       | 2     | 3         | 0.400        |

### Final
| Nr | Lag             | Matcher | Vunna | Förlorade | Vinstprocent |
| -- | --------------- | ------- | ----- | --------- | ------------ |
| 1  | Bagarmossen     | 5       | 3     | 2         | 0.600        |
| 2  | Ljusdal Strikes | 5       | 2     | 3         | 0.400        |

## Nedflyttningsserien
Sundbyberg och Skarpnäck spelade en extra match mot varandra för att avgöra placering i tabellen.
| Nr | Lag        | Matcher | Vunna | Förlorade | Vinstprocent |
| -- | ---------- | ------- | ----- | --------- | ------------ |
| 1  | Sundbyberg | 4       | 4     | 0         | 1.000        |
| 2  | Ormkärr    | 4       | 2     | 2         | 0.500        |
| 3  | Broncos    | 4       | 0     | 4         | 0.000        |

## Nedflyttningsplayoff
| Nr | Lag     | Matcher | Vunna | Förlorade | Vinstprocent |
| -- | ------- | ------- | ----- | --------- | ------------ |
| 1  | Nälsta  | 2       | 2     | 0         | 1.000        |
| 2  | Broncos | 2       | 0     | 2         | 0.000        |

### Webbkällor
- Svenska Baseboll- och Softbollförbundet, Elitserien 1963-